# Obrana Petrinje 1991.
Obrana Petrinje je skup borbenih aktivnosti koje su poduzele hrvatske snage početkom velikosrpske agresije na Hrvatsku radi obrane grada Petrinje. Zbog slabe naoružanosti hrvatskih snaga, još uvijek nepovoljnog međunarodnog okružja, velike nadmoći u tehnici i ljudstvu velikosrpskih osvajača, snažne pete kolone odnosno brojnih pobunjenika, grad je pao u ruke osvajača.

## Uvodne okolnosti
Hrvatske su policijske snage bili novouvježbani pripadnici na tečaju Prvi hrvatski redarstvenik.
Rujna 1990. godine legalne hrvatske vlasti uspostavile su policijsku postaju na kojoj su na ploči postaje istaknuli hrvatski državni grb koji su, kao i svaki hrvatski grb, antidemokratske i velikosrpske snage nazivale ustaškim. Na to su se Srbi iz Petrinje i okolnih sela naseljenih Srbima okupili i pobunili. Oružano su napali hrvatsku policijsku postaju i pokušali uzeti oružje iz nje. Ovaj je odmetnički ispad suzbijen. Iznimna hrabrost petrinjskih policajaca odigrala je tu veliku ulogu, kao i ispomoć postrojbe iz Zagreba koja je došla pomoći petrinjskim kolegama.
29. studenoga 1990. pripadnici MUP-a Hrvatske uhitili u Dvoru na Uni Željka Ražnjatovića, zvanog Arkan, i priveli istražnom sucu u Zagrebu.
5. siječnja 1991. tzv. SUP Krajine obavijestio MUP Republike Hrvatske da su policijske postrojbe Knina, Obrovca, Benkovca, Gračaca, Donjeg Lapca, Titove Korenice, Dvora na Uni, Gline, Kostajnice i Vojnića ušli u sastav tzv. SUP-a Krajine. Ova je objava najavila zakuhavanje stanje oko Petrinje, jer su obližnja Glina, Hrv. Kostajnica i Vojnić ovime proglašeni za pobunjeničko područje. 28. siječnja 1991. tzv. Srpsko nacionalno vijeće i Izvršno vijeće SAO Krajine donijeli odluku da se SAO Krajina razdružuje od Republike Hrvatske i ostaje u Jugoslaviji. 15. veljače 1991., Borislav Mikelić, predsjednik Poslovodnog odbora "Gavrilovića", poslije visoki dužnosnik pobunjeničke paradržave, podnio neopozivu ostavku.
1. travnja 1991. tzv. Izvršni savjet nacionalnog vijeća SAO Krajine donio Odluku o pripojenju Krajine Republici Srbiji, te da na njenom teritoriju važe zakoni republike Srbije i Ustav SFRJ, a 1. svibnja na konstituirajućoj sjednici "Skupštine SAO Krajine" najavljen referendum o pripajanju Srbiji, 4. svibnja oklopne postrojbe došle u Dvor na Uni, 11. svibnja Ustavni sud Republike Hrvatske proglasio je referendum "SAO Krajine" o pripojenju Srbiji neustavnim, no 16. svibnja tzv. Skupština SAO Krajine donijela jednoglasno Odluku o pripojenju Srbiji.
Pretkraj proljeća i početkom ljeta 1991. JNA je otvoreno pomagala srpske pobunjenike u Hrvatskoj.
8. lipnja pripadnici četničko-terorističkih postrojba, izvršili su napad na naselja Hrvatsku Dubicu, Bačin, Cerovljane, Predore i okolna mjesta, provodeći teror nad civilnim pučanstvom, pri čemu su ubili više desetaka hrvatskih državljana.
25. lipnja Hrvatski sabor je usvojio Ustavnu odluku o suverenosti i samostalnosti Republike Hrvatske. Zajedno s Hrvatskom neovisnost je proglasila i Slovenija. Istog dana "martićevci" napali Dvor na Uni, a 26. lipnja U ranim jutarnjim satima, u 4.45 sati započinje prva agresija srbočetnika na sisačko-banijskoj regiji napadom naoružanih paravojnih neprijateljskih skupina na policijsku postaju hrvatske policije u Glini, a istog dana pobunjenici u Dvoru proglasili "ratno stanje" i mobiliziranje za JNA. 27. lipnja u Bosanskom Grahovu proglašeno ujedinjenje Bosanske krajine i SAO Krajine i o tome donesena Deklaracija.
Kad je JNA napala Sloveniju, razmatrala se mogućnost napada Hrvatske na JNA, kao pomoć savezniku Sloveniji. Zapovjednik ZNG-a i ministar obrane general Martin Špegelj zagovarao je neka se poduzme opći hrvatski napad na vojarne JNA, a na sjednici VONS-a poduprio ga je samo Stjepan Mesić. Predsjednik RH Franjo Tuđman odbio je taj prijedlog. On i njegovi istomišljenici bili su uvjereni da vodstvo JNA takvo nešto čeka, čime bi dobilo kvazilegitimitet za napad na Hrvatsku, za koju bi to bilo pogibeljno, s obzirom na to da je bila razoružana predajom oružja Teritorijalne obrane ondašnje SR Hrvatske Jugoslavenskoj narodnoj armiji 23. svibnja 1990.
Srpnja i kolovoza 1991. JNA se sve otvorenije stavlja na stranu velikosrba, upadljivo opstruira svaku akciju hrvatske policije oponašanjem tampon-zone između hrvatske policije i srpkih pobunjenika, premda JNA po zakonu uopće nije imala mandat za te stvari, nego policija. Svaka takva akcija po pravilu je spašavala srpske pobunjenike od poraza, razoružavanja i uhićenja. Na taj je način JNA činila svojevrsni državni udar, jer je ignorirala legalne vlasti države Hrvatske (kako je bila definirana još u SFRJ) a stavljala se na stranu pobunjenika, ometavši rad policije, civilnih vlasti, uz to zloporabivši oružanu silu koju je imala. Tog srpnja i kolovoza velikosrbi proganjaju i ubijaju hrvatsko stanovništvo u petrinjskoj okolici: Hrastovica, Kraljevčani, Hrvatski Čuntić, Bjelovac i druga mjesta.
2. srpnja Napadnuta policijska postaja u Kozibrodu (općina Dvor na Uni).
15. srpnja JNA tenkovima napala je postaju ispostave MUP-a RH te Kraljevčane. Stanovnici Hrvatskog Čuntića, Kraljevčana, Dragotinaca i Prnjavora uputile se u zbjeg prema Petrinji. Tijekom zbjega bili su izloženi jakom mitraljeskom i minobacačkom paljbom. Stigli su u Petrinju, gdje je privremeno utočište našlo oko 800 žitelja iz tih sela.
25. srpnja prometna odsječenost Petrinje sve je veća. Na više je mjesta minirana pruga Sisak Predgrađe - Petrinja - Karlovac, kolodvori oštećeni zbog čega je potpuno prekinut promet tom prugom. Željeznička veza prema Sisku potrajala je do 18. kolovoza. Sutradan, 26. srpnja JNA je napala u obližnjoj Glini postaju MUP-a RH u Jukincu, dijelu Gline u smjeru Petrinje, nastanjen Hrvatima. Zbog sigurnosti pučanstva i intenziteta napada, MUP i ZNG su se evakuirali preko Rijeke Gline ka G. i D. Viduševcu. Tako je Petrinja ostala okružena i s jugozapadne strane. 29. srpnja Petrinja je ostala neizravnim putem postala dodatno prometno odsječena. Susjedni Sisak odsječen je prema Sunji. Na pruzi Sisak predgrađe - Sunja - Bosanski Novi te Sunja - Novska dolazi do potpunog prekida prometa: pruga je minirana na više mjesta između Sunje i Hrvatske Kostajnice te Šaša i Jasenovca; na više mjesta oštećeni su ili opljačkani elektrotehnički uređaji.
25. kolovoza sigurnosni uvjeti još su bili takvi da je predsjednik RH Franjo Tuđman mogao obići prvu crtu bojišnice u Peckima kod Petrinje, sam grad Petrinju, Sisak i Hrvatsku Kostajnicu. Organizatori obrane bili su Đuro Brodarac i Ivan Bobetko koji su tad podnijeli izvješće o stanju na bojišnici i organizaciji obrane. 31. kolovoza JNA napala industrijsku zonu Siska, u neposrednom susjedstvu Petrinje.

## Tijek borbe
Nakon etničkog čišćenja u okolici i stvaranja strateški očišćenog okružja s druge strane rijeke, paravojne postrojbe pobunjenih Srba, četničke postrojbe iz Srbije i jugokomunistička JNA kojom su upravljali Srbi napali su Petrinju.
Borbe su izbile 2. rujna. Petrinju je JNA napala iz svog tenkovskog garnizona pod zapovjedništvom Tarbuka, prije rujanske mirovne konferencije o Jugoslaviji, bitaka za vojarne i istjeka moratorija na hrvatsko proglašenje neovisnosti.
Iz vojarne u Petrinji izašli su tenkovi i oklopna vozila koja su ušla u središte grada, nakon čega je uslijedila paljba iz istih i rušenje svega na što su nailazili. Hrvatske su vlasti mobilizirali radi pojačanja obrane pozvale u pričuvu ZNG-a sve muškarce u dobi od 18 do 50 godina. Hrvatski branitelji najjače su se odupirale na Taborištu, Peckima i drugim točkama koje su bile prilaz gradu.
Potpukovnik Tarbuk u 12,18 sati zaprijetio hrvatskim snagama i naredio ispaljivanje pet do šest granata prema vili "Gavrilović". Time je počinio otvoreni napad JNA na grad i mještane Petrinje, tijekom kojega je grad pretrpio jedno od najvećih razaranja u svojoj povijesti. Borbe su trajale do 19,50 sati. Tenkovskim projektilima. razarani su dj. vrtić, crkva sv. Lovre, srednjoškolski centar, općinski sud, zgrada Općine, nekoliko privrednih objekata među kojima radionica "Slavijatransa", silos hrane "Gavrilovića", tvornica obuće, zgrada bolnice, te više stambenih i stambeno - poslovnih zgrada. U sisačku bolnicu dovezeno je 11 civila i trojica pripadnika ZNG-e; poginuli su Nikola Lokner i Stjepan Bučar.
Nizali su se srpski napadi na grad. Sutradan, 3. rujna, vođene borbe na položajima oko sela Pecki, kojeg brani hrvatska garda, a napadi dolaze iz Luščana i Bačuge. U minobacačkom napadu ispaljeno preko 40 mina; ranjeno šest hrvatskih boraca. Nadu u uspjeh obrane pružila je vijest da je 57. bataljun Zbora narodne garde Sisak pod zapovjedništvom Antuna Bobetka, osvojio vojno-skladišni prostor okupatorske JNA zvane Barutana u obližnjem Sisku, što je bila prva osvojena vojarna JNA u Hrvatskoj.7. rujna srpske su snage napale strateški vrlo značajno naselje u neposrednoj blizini Petrinje s južne strane, Taborište. ZNG-ove su se postrojbe bilie prisiljene povući s tamošnjeg položaja. 8. rujna Iz vojarne "V. Gaćeša" 10 tenkova uputilo se na položaje prema Kotar šumi (Kotar-Stari gaj), odmah jugoistočno od Petrinje. Tijekom dana učestali su napadi JNA na položaje hrvatskih snaga u Hrastovici i Peckom. 9. rujna u blizini gostionice u Malom Šušnjaru okupilo se oko 100 srpskih rezervista koji su pješice krenuli prema Hrastovici, mjestu južno od grada, zapadno od Taborišta. Odmah po dolasku na položaje oko željezničke postaje nedaleko od Hrastovice otvorili su brzometnu paljbu na mjesto. Istog dana iz zasjede u selu Križu napadnuta je ophodnja ZNG-a i MUP-a. Tom prilikom poginuo Andrija Barić, član pričuvnog sastava MUP-a, a jedan pripadnik teško ranjen. Nedugo potom uslijedio je pješački napad na Križ i Hrastovicu (radilo se o koordiniranoj akciji srpskih postrojba i JNA). Preko Kupe, u Sisku, situacije se pogoršala pa su morale biti sprovedene pojačane mjere sigurnosti. Uveden je policijski sat u trajanju od 23.00 do 5.00 ujutro; stupile su na snagu i mjere zamračivanja. Zajedno s lokalnim Srbima koje je prethodno naoružala, okupirala je JNA 12. rujna ušla u Hrvatsku Kostajnicu, a 13. rujna velik dio tamošnjih hrvatskih snaga naivno se predao (uzdajući se u obećanja, školska prijateljstva i rodbinske sveze), no dio se odlučio za proboj iz obruča prema slobodnom teritoriju. 13. rujna Pripadnici JNA ušli su u objekte radne jedinice "Kodričevo" tvornice "Gavrilović" u Petrinji. Nekakvu nadu pružala je vijest da su hrvatski branitelji u okolici Karlovca zarobili general-bojnika JNA Milana Aksentijevića i više časnika JNA. 14. rujna Srpski teroristi napali su hrvatske snage u Topuskom. JNA iz raznog oružja puca po Petrinji, a oko 17,30 sati pogađa silos "Gavrilovića" te toranj crkve sv. Kate. Hrvatska Kostajnica je do kraja pala u ruke JNA. Četnici u Petrinji zarobili i strijeljali 14 pripadnika MUP-a i ZNG-a.
Po zlu je poznat napad od 16. rujna 1991. koji je zapovijedio ratoborni zapovjednik i ratni zločinac Slobodan Tarbuk. Zarobili su 17 hrvatskih branitelja i ubili ih kod vile Gavrilović; drugi izvori navode 18. rujna 1991. kao nadnevak smaknuća, mjesto smaknuća je položaj oko nove bolnice i govore o da su pripadnike ZNG bili masakrirali. Tog 16. rujna Iz pravca vojarne "V. Gaćeša" počeo je minobacački napad na Petrinju, Brest i Mošćenicu. Pješaštvo JNA je iz pravca te iste vojarne ušlo u grad, a istodobno oko zaobilaznice u Petrinji, te Češkom Selu i Drenčini hrvatski branitelji uzvraćaju nadmoćnijem neprijatelju. U borbama srpske snage pogidile su spremnik otrovnog amonijaka u "Gavriloviću" u kojem se nalazi 87 tona amonijaka. Istog je dana JNA ušla u poslovni krug "Gavrilovića" i razorila ga. Sa šest granata pogodile su i Drvnu industriju "Finel", a granate su pale padaju i na Mošćenicu i Praćno, naselja istočno od Petrinje, a zapadno nadomak Sisku; pogođeno nekoliko obiteljskih kuća. Vatrogasna vozila specijalne jedinice iz Zagreba dolaze do Bresta, no JNA ne dopušta gašenje požara u "Gavriloviću". U sisačku bolnicu dovezeno četrdesetak ranjenih gardista i civila iz Petrinje, Bresta i Mošćanice; poginuli su pripadnici ZNG-e Stjepan i Zlatko Žugaj. Pripadnik četničko-terorističkih postrojba Jugoslav Vidić u krugu MI "Gavrilović" iz skupine radnika izdvojio Stjepana Komesa (rukovao se s predsjednikom Tuđmanom prilikom Predsjednikova posjeta Petrinji) i mesarskim mu nožem odsjekao ruku; od zadobivene rane Stjepan Komes je umro. U ovom groznom danu dobra vijest za branitelje Petrinje bila je da je hrvatska vojska uništila radarski sustav u vojno-raketnoj bazi Šašina Greda kod Siska, te osvojila tu bazu koju su držali vojnici JNA.
18. rujna bio je žestoki minobacački napad na Petrinju iz svih oruđa iz pravca vojarne JNA "V. Gaćeša". U javnost je stigla prva vijest o 17 masakriranih gardista na položajima oko nove bolnice. Hrvatski su branitelji tog dana srušili dva jugozrakoplova nad Petrinjom.19. rujna prva inozemna novinarska žrtva. Od eksplozije poginuo je novinar Pierre Blancket, a teško ranjen Patrick Giganti.
Nakon neuspjeha osvajanja grada, između istih protagonista i odluka za ponovni napad na Petrinju, dogovoreno je da se prekine sva komunikacijska veza s nadležnim zapovjedništvima (sa zapovjedništvom Pete vojne oblasti u Zagrebu), da napad ne bi bio zaustavljen.
21. rujna bio je najžešći napad na grad. Napadnut zrakoplovima, a posebno su gađali most na Kupi. Tenkovi JNA s položaja iznad Češkog Sela otvorili su paljbu na položaje hrvatske vojske u Mošćenici i Petrinji. Tom prigodom poginuli su pripadnici ZNG-e Ivica Kunert, Đuro Marković i Milan Klarić. U večernjim satima vođene su žestoke borbe oko Kupskog mosta prema Brestu, a branitelji su bili prisiljeni prijeći most i organizirati obranu na lijevoj strani Kupe. Petrinju su pod jakom pješačkom vatrom 21. rujna u 18.30 okupirale JNA i srpske paravojne postrojbe. Prema podatcima iznesenim u osuđujućoj presudi Slobodanu Tarbuku, u napadima od 16. i 21. rujna bilo je dosta poginulih hrvatskih civila i ukazala se potreba da budu pokopani. Mrtve su pronalazili po kućama, vrtovima, ulicama, garažama, vežama, ulicama, dvorištima i podrumima. Poginuli su pokapani na grobljima "Sv. Benedikt" i "Sv. Nikola", a mnoge i u dvorištima i vrtovima na licu mjesta gdje su pronađeni te se smatra da su ondje pokopani vlasnici tih kuća ili stanari. Uz to sačinjena je i zajednička grobnica koja se zvala "Ekonomija" i bila je krugu kasarne "Vasilj Gaćeša". Mrtve je JNA skupljala 5 - 6 dana, a počeli su iza posljednjeg napada 21. rujna 1991. godine. Poslove pokapanja nastavila je civilna zaštita. Većina ubijenih su civili srednje dobi koji su ubijeni iz vatrenog oružja, no neki su ubijeni sjekirama ili nakon toga iznakaženi. Iz pregledanih materijala pokazalo se da je u napadu od 21. srpnja ubijeno preko stotinu građana Petrinje.
Na suđenju Slobodanu Tarbuku (u odsutnosti) sud je zaključio da se djelimice može prihvatiti činjenica da su u akciji razaranja Petrinje sudjelovali pretežno pripadnici Teritorijalne obrane, ali je nedvojbeno utvrđeno da su oni u cijelosti naoružani oružjem iz vojarne i da su bili pod zapovjedništvom Slobodana Tarbuka i da su s njime aktivno sudjelovali u razradi plana, napada koji je učinjen na grad.
26. rujna pobunjeni Srbi otvorili topničku vatru na mjesto Grabovac, udaljeno 15-ak km južno, pri čemu su ubili Dubravku Špoljarić (18), Josipu Špoljarić (17) i Ivana Špoljarića (dva mjeseca) i ranili pet civila.
Uskoro su velikosrbi zauzeli Hrvatsku Dubicu i sva hrvatska sela oko njih.
Na drugim je bojištima Hrvatska uspijevala postići pobjede, no 24. rujna 1991. jedan je međunarodni događaj paralizirao hrvatske napora za oslobođenjem. Vijeće sigurnosti UN-a, na pogurivanje Velike Britanije, izglasovalo je zloglasnu Rezoluciju br. 713. kojom su uveli embargo na uvoz oružja Jugoslaviji.
Premda je Petrinja pala 21. rujna, hrvatske snage iz okružja nisu se predavale. Selo Nova Drenčina na koje se prema sjeveru nastavlja Petrinja u biti je spojeno s tim gradom i predstavlja sjevernu četvrt. 6. listopada četnici su napali Novu Drenčinu. Tad su u napadu ubili Nikolu Jelekovca i pripadnika ZNG-e Mirka Vidovića, te razorili i zapalili veći broj stambenih i gospodarskih objekata.

## Posljedice
Padom Petrinje Srbija je zaokružila svoja osvajanja na području Banovine sve do Kupe. Glinu, Topusko i Hrvatsku Kostajnicu velikosrbi već su prije osvojili i pridružili svojoj paradržavi. Stabiliziranjem tih osvojenih područja, ostvarili su si strateško zaleđe i uvjete za daljnje pokušaje osvajanja Hrvatske prema sjeveru, jugu i zapadu. Uskoro je uslijedio napad na Karlovac kao dio sveopćeg napada na Hrvatsku početkom listopada 1991.
Nakon što su zauzeli grad, velikosrbi su ubili veliki broj civila i tim se civilima izgubio svaki trag. Osim civila, zločine su počinili i nad zarobljenim vojnicima. Mjesta pokolja bila su i u Petrinji i u okolnim selima. U mjesecima koji su uslijedili ubili su više od 250 civila (samo u studenome 1991. stotinjak), mahom starije dobi, ali i djece u dobi od 10 do 13 godina.
Neki su pronađeni brutalno ubijeni, obezglavljeni, kao što je to slučaj s jednim tijelom u Graberju, desetak kilometara od Petrinje. Iskopavanjima poslije rata nađene su masovne grobnice kod Petrinje, jedna na petrinjskom groblju. Preko ljudskih posmrtnih ostataka prebačeni su strvine domaćih životinja, krava, pasa, mačaka, a jer nitko od povratnika nije znao da se tu nalazi masovna grobnica, lokalitet je proteklih godina služio kao smetlište.
Premda su velikosrbi zauzeli grad, skoro mjesec dana dug otpor hrvatskih snaga dao je Hrvatskoj tako potrebno vrijeme. Hrvatska je angažirala najbolje snage (2. gardijska brigada i dr.) koje je imala dostupne i tako je dobila na vremenu, zaokupirala je srpske snage na području Petrinje, konsolidirala se obrana na Kupi, pa su na drugim mjestima uspješno obranjeni hrvatski gradovi (Karlovac, Zadar, Šibenik, Gospić, Vinkovci, Bjelovar, Dubrovnik, Osijek, Pakrac, Lipik...), a počela su i prva oslobađanja. Hrvatska diplomacija je također mnogo profitirala od ovoga, jer je tijekom borba za Petrinju trajala konferencija o bivšoj Jugoslaviji i neumorno lobiranje u UN-u i drugdje. Tijekom te konferencije Jugoslaviji su oduzeti atributi državnosti i od 7. rujna svaka je teza o "građanskom ratu" srušena, a Srbija je jasno proglašena agresorom.
Zbog pametne organiziranosti hrvatske obrane, hrvatski vojnici i civili izbjegli su katastrofu genocidnih razmjera. S obzirom na to da su napadači na Petrinju bili vođeni istom ideologijom, sprovodili istu strategiju koju je sprovodila ista vrsta ljudi prema istim naputcima iz Beograda, Petrinju bi snašla slična sudbina kao i Srebrenicu. Budući da je hrvatska vojska unatoč velikim žrtvama stalno osiguravala napuštanje grada, Hrvati su izbjegli sudbinu Srebrenice.

## Saldo velikosrpske okupacije
Nakon što su popisani svi prognanici koji su zbog okupacije 1991. morali napustiti Petrinju i svoje domove, došlo se do ove brojke: 10.535 građana, od kojih 9.352 Hrvata, 215 muslimana, 790 Srba i 178 ostalih. Petrinja je za vrijeme borba za grad i okupacije Petrinje pretrpila velike štete na gospodarskim objektima. Oštećeno je i uništeno više od 3.350 stambenih objekata, od čega je potpuno porušeno i popaljeno, da nije bilo ikakve mogućnosti popravka u te domove, 1.579 stanova i kuća. Zbog toga je većina povratnika ostala bez ikakve imovine kojom bi mogli nastaviti život. Tijekom velikosrpske okupacije u Petrinji je ubijeno više od 300 civila, Hrvata. Ubijeni Hrvati uglavnom su bile starije osobe koje su ostale jer su vjerovale da oni nisu nikome ništa nažao učinili. Prognanim Petrinjcima nikad nije moglo biti shvatljivo kako su se sva ta zla i ubojstva u Petrinji dogodila pred očima više od osam tisuća Srba, koji su ostali u Petrinji poslije odlaska prognanika. Mnogi od tih Srba što su ostali, s oružjem u ruci samo su mirno gledali kako u plamenu nestaju kuće njihovih susjeda, s kojima su gotovo pola stoljeća složno živjeli. Osobito je neshvatljivo kako su mnogi petrinjski Hrvati 1941. goloruki otišli u partizane da se suprotstave sličnom zlu, koje je tada, prije svega, njih snašlo.
Vojničke žrtve hrvatskih snaga, koji su mjestom stanovanja i života pripadali bivšoj općini Petrinja, do kraja Domovinskog rata bile su sljedeće: poginulo je i nestalo 224 branitelja.

## Oslobođenje
Petrinja je dugo čekala na oslobođenje. Pobunjenici su, s obzirom na to da je Petrinja bila veće naselje smješteno nasuprot Sisku, čvrsto utvrdili grad i od njega napravili glavno uporište u sjevernom sektoru. Bila je najveći okupirani grad Banovine s vrlo jakom i utvrđenom vojarnom bivše JNA. Stoga je bilo vrlo teško osloboditi ju, kao što se uspjelo tijekom rata na drugim mjestima. Tek trećeg dana hrvatske vojno-redarstvene operacije Oluje, Petrinja je dočekala slobodu, kad su oslobođeni veliki dijelovi Banovine, Korduna i Like.
Hrvatske su snage naišle na žestoki otpor Srba na ulazu u Petrinju. 2. gbr. Gromovi imala je zadaću napasti prema Petrinji, ali dogodio se ozbiljni zastoj. Budući da zapovjednik ZP Zagreb nije potpuno postupio po naredbi načelnika Glavnog stožera HV-a, snage nisu izvršile planiranu zadaću na glavnim i pomoćnim pravcima, jer je odstupio od glavnom smjera napada, pa su hrvatske snage išle izravnim napadom Sisak - Petrinja, na što su neprijatelji (31. pješačka brigada) bili pripremljeni. U borbama na ulazu u grad HV je izgubio nekoliko tenkova zbog pobunjeničkih protutenkovskih projektila, poginulo mnogo hrvatskih vojnika, a među njima i zapovjednik 2. bojne 2. brigade Predrag Matanović. Zapelo je i na pomoćnim pravcima, a i ondje gdje je uspostavljen proboj, pretrpljeni su gubitci i uslijedio je zastoj. Smjena vodstva (vodio je general bojnik Ivan Basarac) i proboj crta na drugim pravcima pridonio je prebrođivanju krize.
Velikosrbima su, svjesni krivice zbog počinjenih zločina, slabog morala i demoralizirani padom Knina dan ranije, 6. kolovoza padale jedna za drugom uporišne točke na sjevernom sektoru - Banovini, Lici i Kordunu. Ključno je bilo što su hrvatske snage oslobodile 5. kolovoza oslobodile Hrvatsku Dubicu, forsirale rijeku Unu prema Hrvatskoj Kostajnici i Dvoru i što je na čelo Sektora Sjever došao general Petar Stipetić. Vrlo je bilo izvjesno da će srpski pobunjenici oko Petrinje i Gline ostati odsjećeni jer su hrvatske snage nadirale iza leđa duž Une. General HV Stipetić pregrupirao je snage i ponovio napad na Petrinju. Uveo je svježe snage i uskoro ju je oslobodila 2. gbr. Gromovi, odnosno snage ZP Zagreb 6. kolovoza ujutro oslobodile su Petrinju i okolicu. Borbe na cijelom sektoru Sjever bile su žestoke i u tom je sektoru HV imao najteže gubitke, kako u samom početku akcije oslobađanja, tako i u fazi zamaha.

## Vanjske poveznice
- rž: Pad Petrinje pod napadom JNA i paravojske – 21. rujna 1991., narod.hr, 21. rujna 2015.
- ČETNIČKA POBUNA - Presuda ratnom zločincu Slobodanu Tarbuku, zapovjedniku petrinjske vojarne JNA (11). Kriv je za rušenje grada Petrinje i ubojstvo stotina civila, Hrvatski fokus, 15. ožujka 2013., pristupljeno 23. studenoga 2015. Arhivirano 23. studenoga 2015.
- Spomen na žrtve agresije (na lokaciji „Komogovina“ (Pastuša) na području Grada Petrinje), Sisačko-moslavačka županija, 12. lipnja 2015.
- Obilježavanje Dana stradavanja prve žrtve agresije na Republiku Hrvatsku s područja Petrinje   Arhivirana inačica izvorne stranice od 18. listopada 2016. (Wayback Machine), Grad Petrinja
- am: Obilježena masovna grobnica hrvatskih civila i branitelja na petrinjskom podučju, narod.hr, 12. lipnja 2015.
- B.P/A.K: Nakon četvrt vijeka, istina o sisačkom bataljunu, kasnije brigadi HV-a , Braniteljski portal, 7. lipnja 2017.